# Liste der Biografien/Zy
Liste der Biografien |
Portal Biografien |
Personensuche
# |
A |
B |
C |
D |
E |
F |
G |
H |
I |
J |
K |
L |
M |
N |
O |
P |
Q |
R |
S |
T |
U |
V |
W |
X |
Y |
Z |
?
 
Za |
Zb |
Zc |
Zd |
Ze |
Zf |
Zg |
Zh |
Zi |
Zj |
Zk |
Zl |
Zm |
Zn |
Zo |
Zr |
Zs |
Zu |
Zv |
Zw |
Zy |
Zz
Die Liste der Biografien führt alle Personen auf, die in der deutschsprachigen Wikipedia einen Artikel haben. Dieses ist eine Teilliste mit 175 Einträgen von Personen, deren Namen mit den Buchstaben „Zy“ beginnt.

## Zy

### Zyb
- Zybach, Ursula (* 1967), Schweizer Politikerin (SP)
- Zybaila, Vladislavas (* 1975), litauischer Skilangläufer
- Zybatow, Tatjana (* 1973), deutsche Germanistin
- Zybekdorschijew, Bair Schargalowitsch (* 1992), russischer Bogenschütze burjatischer Herkunft
- Zybert, Jan (1908–1943), polnischer Radrennfahrer
- Zybin, Boris Alexandrowitsch (1928–2011), sowjetischer Eisschnellläufer
- Zybin, Pawel Wladimirowitsch (1905–1992), sowjetischer Konstrukteur im Bereich Luft- und Raumfahrt
- Zybin, Wladimir Nikolajewitsch (1877–1949), russischer Flötist, Komponist, Dirigent und Hochschullehrer
- Zybok, Oliver (* 1972), deutscher Kunsthistoriker
- Zybulenko, Wiktor (1930–2013), ukrainischer Speerwerfer und Olympiasieger
- Zybulko, Wolodymyr (1924–1987), erster Sekretär des Stadtkomitees von Schdanow
- Zybulnikow, Georgi Wladimirowitsch (* 1966), russischer Kanute
- Zybulskaja, Waljanzina (* 1968), belarussische Geherin
- Zybura, Marek (* 1957), polnischer Germanist, Literaturhistoriker, Hochschullehrer und Herausgeber
- Zybutowitsch, Xenija Gennadjewna (* 1987), russische Fußballspielerin

### Zyc
- Zych, Aleksandra (* 1993), polnische Handballspielerin
- Zych, Bogusław (1951–1995), polnischer Fechter
- Zych, Józef (* 1938), polnischer Jurist und Politiker der Polnischen Bauernpartei
- Zych, Wolodymyr (1805–1837), ukrainischer Historiker, Professor und Universitätsrektor
- Zycha, Adolf (1871–1948), österreichischer Rechtshistoriker, Rektor in Prag und Bonn
- Zychla, Katarzyna (* 1971), polnische Schriftstellerin
- Zychlinski, Eduard von (1795–1858), deutscher Landrat und Politiker
- Zychlinski, Franz von (1816–1900), preußischer General der Infanterie
- Zychlinski, Helge (* 1979), deutscher Politiker (SPD)
- Zychlinski, Hermann von (1825–1886), deutscher Gutsbesitzer und preußischer Politiker
- Zychlinski, Leo von (1822–1897), deutscher Revolutionär und Porträtist
- Zychlinski, Rajzel (1910–2001), jiddische Dichterin
- Zychlinski, Stephan Alexander Paul von (1772–1814), preußischer Landrat
- Żychliński, Teodor (1830–1909), polnischer Journalist, Genealoge und Heraldiker
- Zychlinski, Wilhelm von (1789–1860), deutscher Gutsbesitzer und preußischer Landrat
- Zychlinsky, Arturo (* 1962), deutscher Biologe
- Zychlinsky, Karl Gottlob Boguslav von (1783–1857), deutscher Gutsbesitzer und Politiker
- Zychowicz, Piotr (* 1980), polnischer Journalist und Historiker
- Zychozka, Ruslana (* 1986), ukrainische Dreispringerin
- Życiński, Józef (1948–2011), polnischer Geistlicher, Theologe, Philosoph und Erzbischof
- Zyciora, Klaus (* 1961), deutscher Automobildesigner, ehemals Executive Director von Volkswagen Design

### Zyd
- Zydenbos, Robert (* 1957), kanadischer Indologe
- Zydko, Jonathan (* 1984), französischer Fußballspieler
- Zydra, Almut (* 1962), deutsche Schauspielerin und Synchronsprecherin

### Zyg
- Żygadło, Łukasz (* 1979), polnischer Volleyballspieler
- Zygalski, Henryk (1908–1978), polnischer Mathematiker und Kryptoanalytiker
- Zygankow, Gennadi Dmitrijewitsch (1947–2006), russischer Eishockeyspieler und -trainer
- Zygankowa, Natalja Jurjewna (* 1962), russische Handballspielerin und -trainerin
- Zyganow, Dmitri Andrejewitsch (* 1989), russischer Eishockeyspieler
- Zyganow, Dmitri Michailowitsch (1903–1992), sowjetisch-russischer Violinist und Musikpädagoge
- Zyganow, Nikolai Grigorjewitsch (1797–1832), russischer Dichter, Sänger und Schauspieler
- Zyganow, Waleri Iwanowitsch (* 1956), russischer Skirennläufer
- Zyganowa, Natalja Petrowna (* 1971), russische Mittelstreckenläuferin
- Žygas, Arvydas Petras (1958–2011), litauischer Anthropologe, Hochschullehrer
- Zygielbojm, Szmul (1895–1943), polnischer jüdischer Politiker, Herausgeber der Zeitschrift „Arbeiter Fragen“
- Žygimantas Kaributaitis (1395–1435), Sohn von Kaributas
- Zygmund, Antoni (1900–1992), US-amerikanischer Mathematiker
- Zygmunt, Paweł (* 1972), polnischer Eisschnellläufer
- Zygmunt, Paweł (* 1999), polnischer Eishockeyspieler
- Zygmuntowicz, Janusz (* 1985), polnischer Nordischer Kombinierer
- Zygmuntowicz, Robert (* 1976), polnischer Skispringer
- Zygmuntowicz, Samuel (* 1956), US-amerikanischer Geigenbauer
- Zygomalas, Johannes (1498–1584), Gelehrter, Philologe, Handschriftenkopist und Würden- bzw. Amtsträger
- Zygomalas, Theodosios (1544–1607), Gelehrter, Philologe, Handschriftenkopist und Würden- bzw. Amtsträger
- Zygouri, Mary (* 1973), griechische Performancekünstlerin
- Zygowski, Dieter W. (1953–2002), deutscher Höhlen- und Karstforscher
- Zyguel, Léon (1927–2015), französischer Überlebender der KZs Auschwitz und Buchenwald, Zeitzeuge
- Żyguliński, Michał (1864–1912), polnischer Priester, Theologe und Politiker
- Żygulski, Kazimierz (1919–2012), polnischer Soziologe und Politiker
- Zygurow, Gennadi Fjodorowitsch (1942–2016), russischer Eishockeyspieler und -trainer

### Zyh
- Zyhankow, Wiktor (* 1997), ukrainischer Fußballspieler
- Zyhanok-Tutukina, Inna (* 1986), ukrainische Triathletin
- Zyhlarz, Ernst (1890–1964), österreichisch-deutscher Afrikanist
- Zyhuljowa, Oksana (* 1973), ukrainische Trampolinturnerin

### Zyk
- Zyka, Milan (* 1947), tschechoslowakischer Radrennfahrer
- Zykan, Josef (1901–1971), österreichischer Kunsthistoriker und Denkmalpfleger
- Zykan, Otto (1902–1989), österreichischer Komponist, klassischer Gitarrist und Gitarrenlehrer
- Zykan, Otto M. (1935–2006), österreichischer Komponist, Sprachkünstler und Pianist
- Zykunov, Alexandra (* 1985), Bestseller-Autorin, Redaktionsleiterin, SpeakerinAlexandra Zykunov (* 1985)

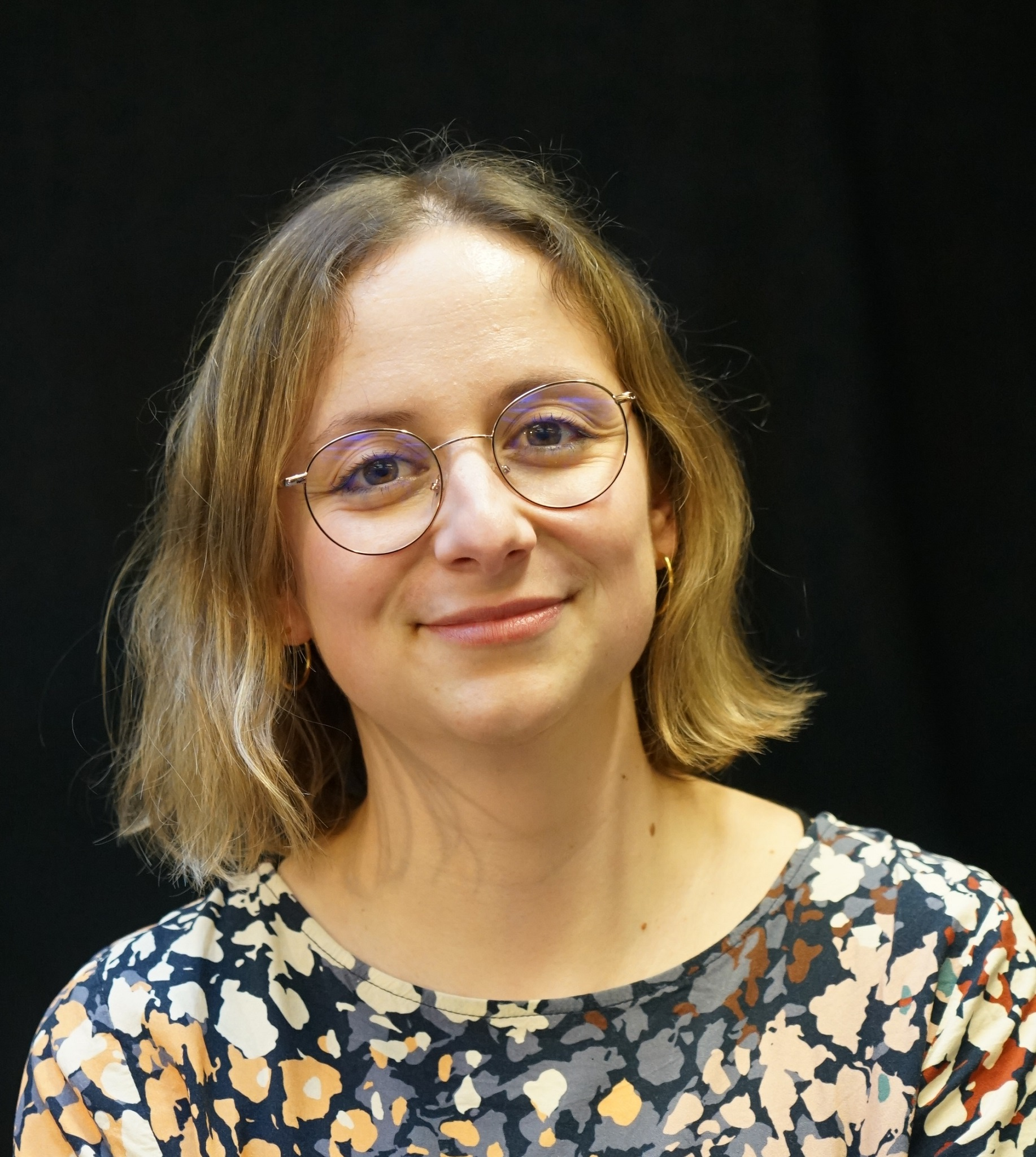
Alexandra Zykunov (* 1985)

- Zykunow, Witali (* 1987), kasachischer Hochspringer

### Zyl
- Zyl Smit, Dirk Van (* 1949), südafrikanischer Rechtswissenschaftler und Kriminologe
- Zyl, Annette van (* 1943), südafrikanische Tennisspielerin
- Zyl, Arnold van (* 1959), südafrikanischer Ingenieur und Hochschullehrer
- Zyl, Charlize van (* 1999), südafrikanische Schachspielerin
- Zyl, Gideon Brand van (1873–1956), südafrikanischer Politiker, Generalgouverneur (1946–1951)
- Zyl, Irvette Van (* 1987), südafrikanische Langstreckenläuferin
- Zyl, Japie van (1957–2020), namibischer Raumfahrtmanager und Ingenieur
- Zyl, Jean-Pierre van (* 1975), südafrikanischer Bahnradsportler
- Zyl, Johann van (* 1991), südafrikanischer Radrennfahrer
- Zyl, L. J. van (* 1985), südafrikanischer Hürdenläufer
- Zyl, Lizzie Van (1894–1901), burisches Opfer im Burenkrieg
- Zyl, Nikki van der (1935–2021), deutsche Schauspielerin und SynchronsprecherinNikki van der Zyl (1935–2021)

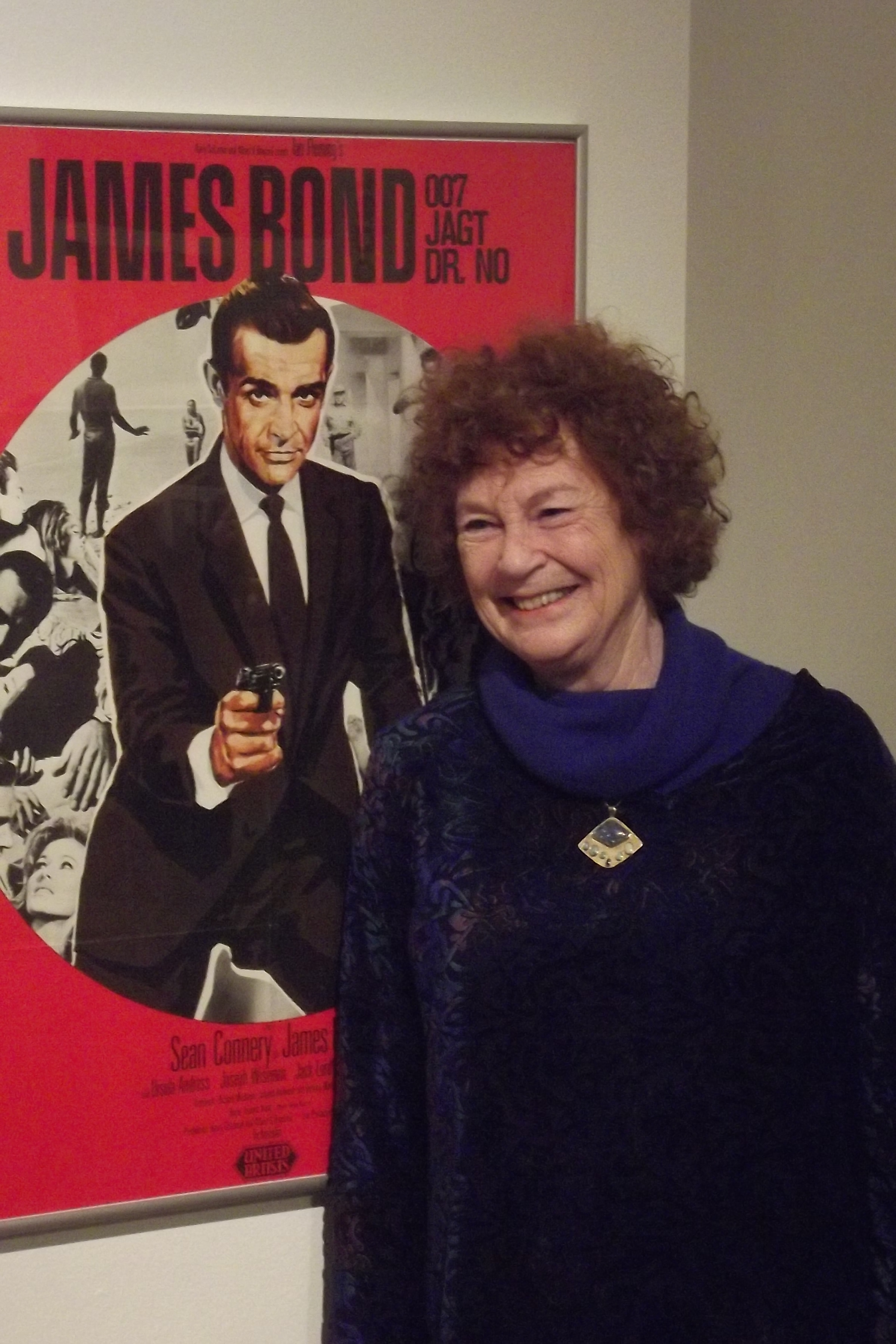
Nikki van der Zyl (1935–2021)

- Zyl, Werner van der (1902–1984), deutscher Religionslehrer, Prediger und Rabbiner
- Zyl, Willie van (* 1984), südafrikanischer Radrennfahrer
- Żyła, Ewa (* 1982), polnische Fußballspielerin
- Zyla, Hans (1919–1999), österreichischer Politiker (ÖVP), Präsident des Salzburger Landtages
- Zyla, Helmut (1952–2016), deutscher Fußballspieler
- Żyła, Piotr (* 1987), polnischer Skispringer
- Zylajew, Willi (* 1950), deutscher Politiker (CDU), MdL, MdB
- Zylbercweig, Zalmen (1894–1972), jiddischer Theaterautor
- Zylberlast-Zand, Natalia (1883–1942), polnische Ärztin
- Zylberman, Ruth (* 1971), französische Filmemacherin
- Zylberstein, Elsa (* 1968), französische Schauspielerin
- Zylinskaja, Natallja (* 1975), belarussische Radrennfahrerin
- Żyliński, Adam (* 1958), polnischer Politiker (Platforma Obywatelska), Mitglied des Sejm
- Żyliński, Leszek (* 1954), polnischer Germanist, Literaturhistoriker und Hochschullehrer
- Żylis-Gara, Teresa (1930–2021), polnische Opernsängerin (Sopran)
- Zylius, Johann Dietrich (1764–1820), deutscher Theologe, Hauslehrer und physikalischer Privatgelehrter
- Žylius, Rimantas (* 1973), litauischer Politiker
- Zylka, Chris (* 1985), US-amerikanischer SchauspielerChris Zylka (* 1985)

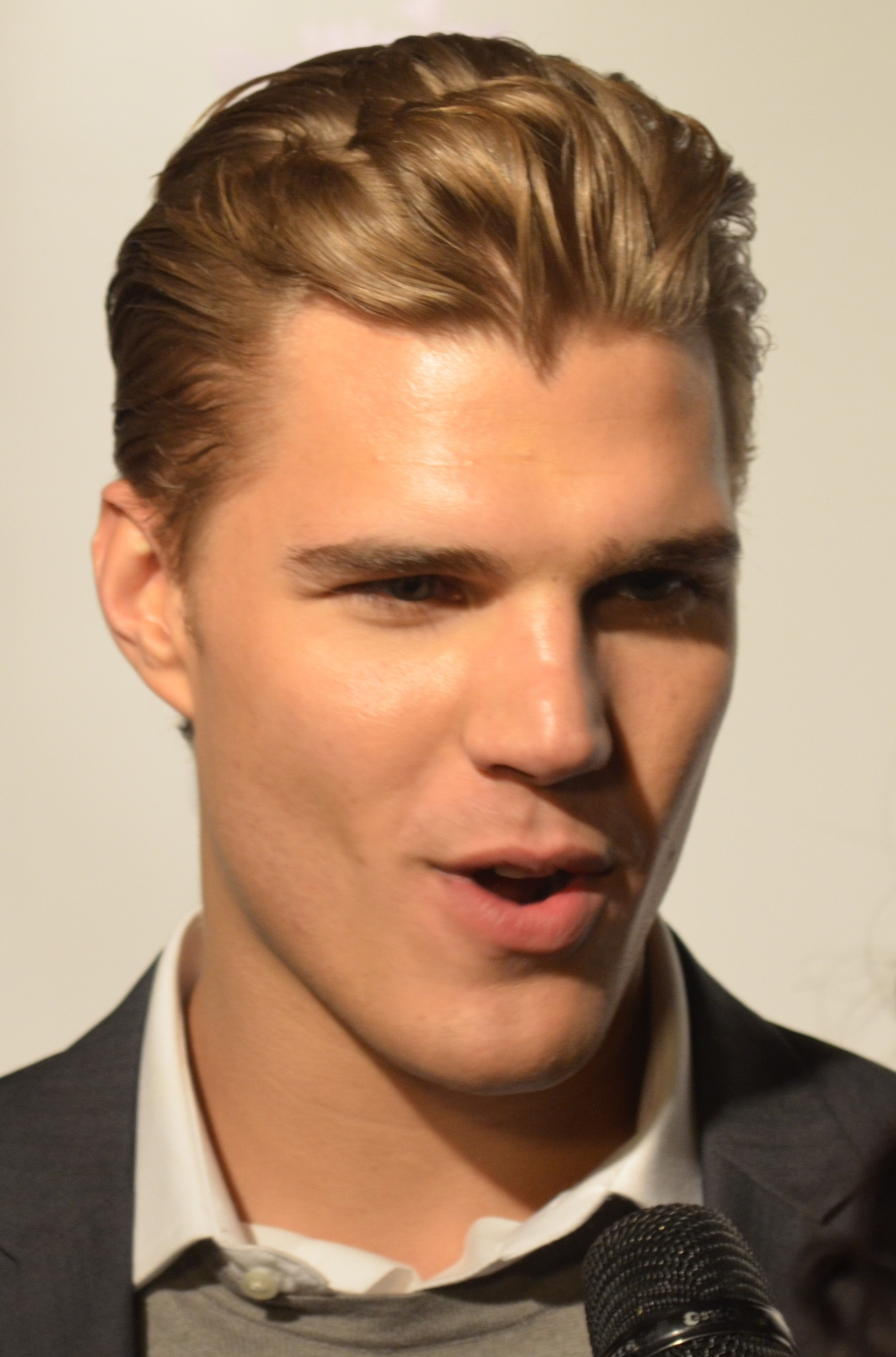
Chris Zylka (* 1985)

- Zylka, Ferdinand (* 1998), deutscher Basketballspieler
- Zylka, Jenni (* 1969), deutsche Schriftstellerin, freie Journalistin und Moderatorin
- Zylka, Martin (* 1970), deutscher Regisseur und Autor
- Zylka, Michael (* 1950), deutscher Fußballfunktionär
- Žyłka, Uładzimir (1900–1933), belarussischer Dichter
- Zylka, Winfried (1946–2019), deutscher Politiker (CDU)
- Zylla, Karl (1927–1967), deutscher SED-Funktionär
- Zylla, Klaus (* 1953), deutscher Maler, Grafiker und Illustrator
- Zylla, Manfred (* 1939), deutscher Künstler und Aktivist
- Zylla, Marcel (* 2000), deutsch-polnischer Fußballspieler
- Zylla, Udo (1929–2018), deutscher NDPD-Funktionär, MdV
- Zyllnhardt, Karl von (1744–1816), Grundherr und Leiter der Bayerischen General-Forst-Administration
- Zyllnhardt, Karl von (1779–1828), großherzoglich badischer Staatsrat, Präsident des Justizministeriums und der Gesetzgebungskommission
- Zylmann, Detert (1944–2024), deutscher Prähistoriker
- Zylmann, Peter (1884–1976), deutscher Pädagoge und Heimatforscher
- Zylstra, Hanne Haugen (* 1988), norwegische Volleyball- und Beachvolleyballspielerin

### Zym
- Zymalkowski, Felix (1913–2004), deutscher Militär, Schnellboot-Kommandant und Professor für pharmazeutische Chemie
- Zyman, Samuel (* 1956), mexikanischer Komponist und Musikpädagoge
- Žymantas, Manfredas (* 1970), litauischer Politiker
- Zymara, Yvonne (* 1977), deutsche Volleyballspielerin
- Zymba (* 2000), deutscher Rapper und MusikerZymba (* 2000)

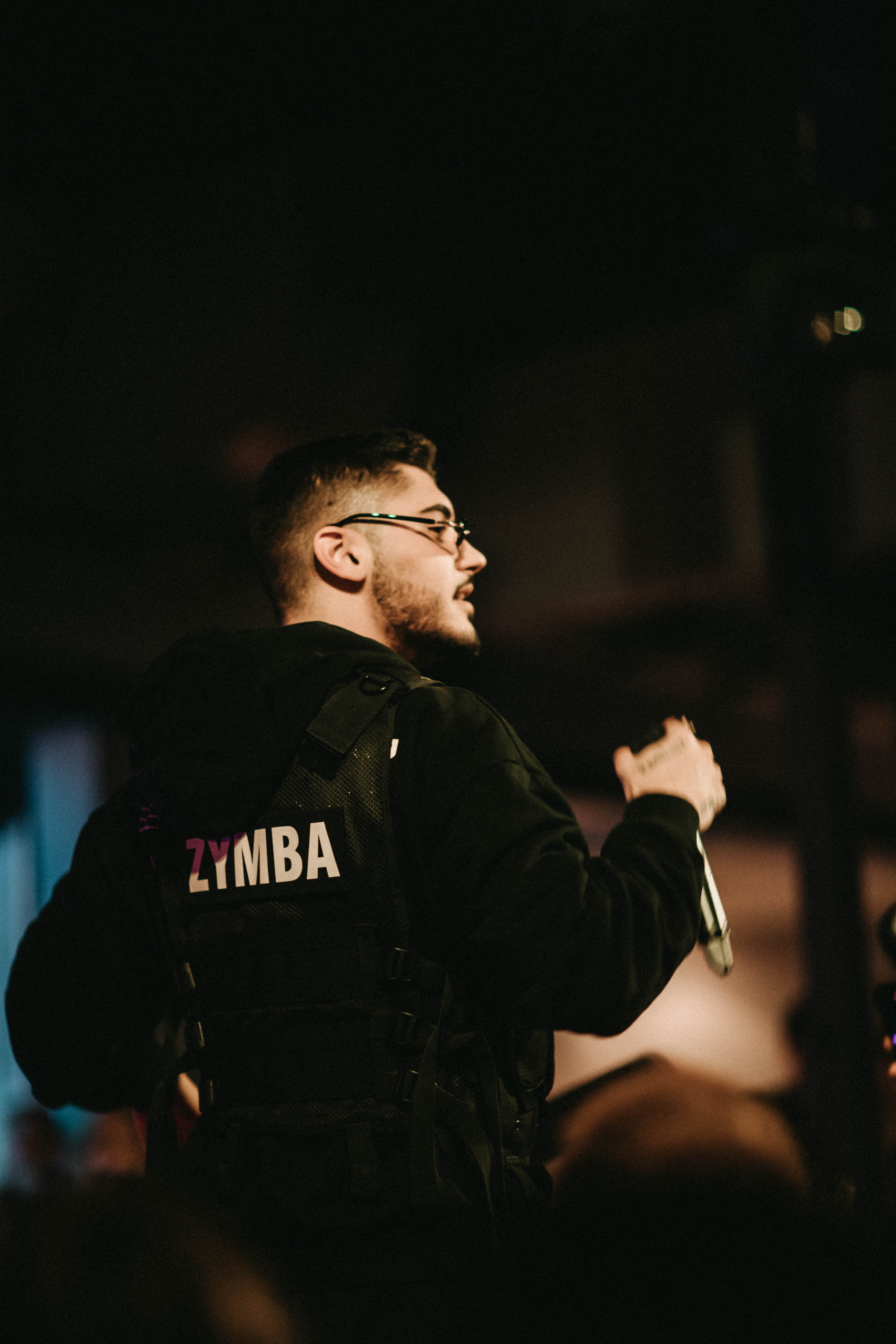
Zymba (* 2000)

- Zymbal, Bohdan (* 1997), ukrainischer Biathlet
- Zymbalar, Ilja Wladimirowitsch (1969–2013), ukrainischer bzw. russischer Fußballspieler und -trainer
- Zymbaljuk, Jewhenij (* 1972), ukrainischer Diplomat
- Zymbalowa, Irina (* 1987), kasachische Beachvolleyballspielerin
- Zymek, Bernd (* 1944), deutscher Pädagoge
- Zymner, Rüdiger (* 1961), deutscher Literaturwissenschaftler
- Zymny, Jan Philipp (* 1993), deutscher Slam-Poet und AutorJan Philipp Zymny (* 1993)

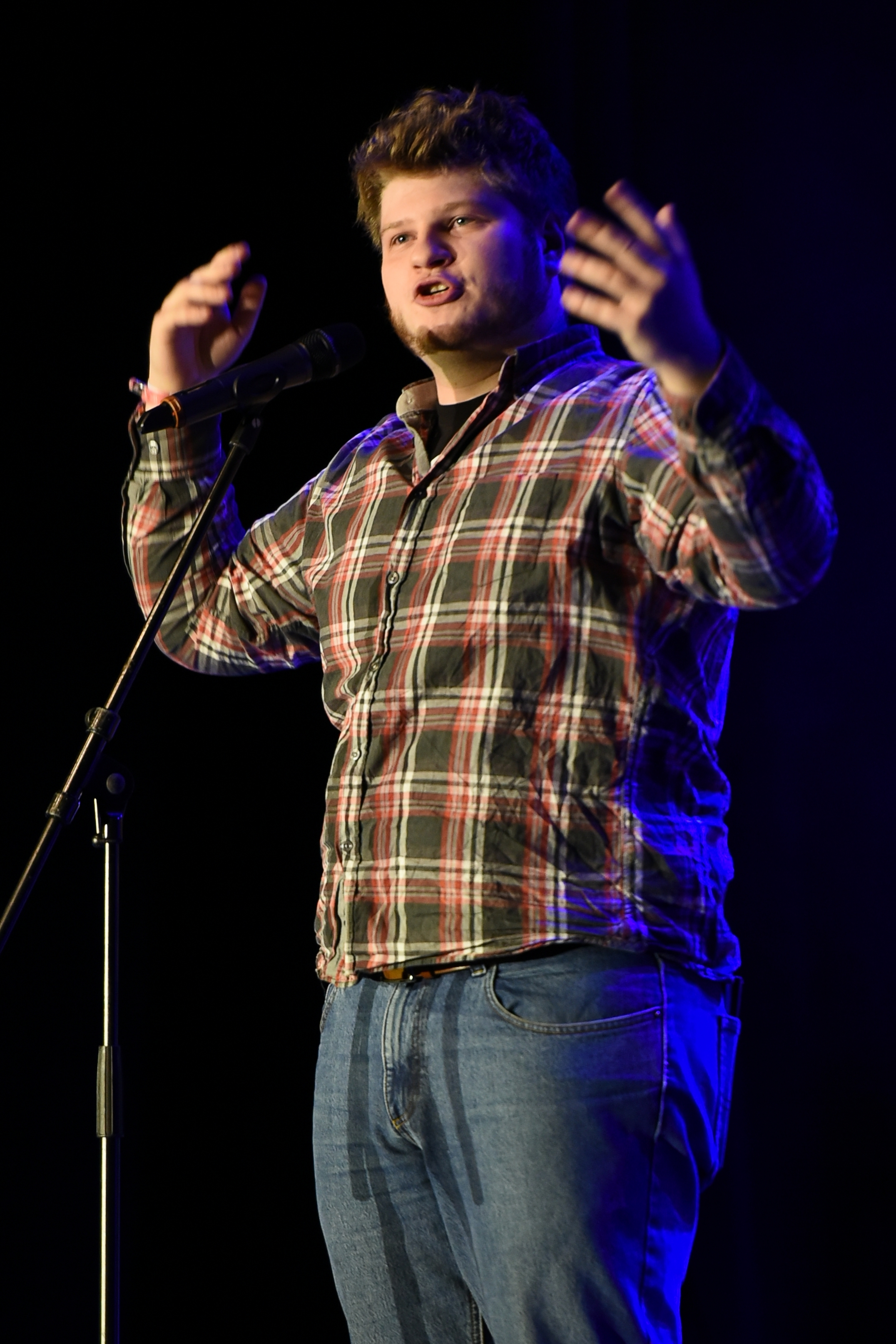
Jan Philipp Zymny (* 1993)

### Zyn
- Zyndram von Maszkowice, Jan († 1414), polnischer Ritter und königlicher Feldherr
- Zyndram-Kościałkowski, Marian (1892–1946), polnischer Politiker, Mitglied des Sejm, Ministerpräsident Polens (1920–1939)
- Żynel, Bartłomiej (* 1998), polnischer Fußballspieler
- Zynga, Antje (* 1971), deutsche Filmeditorin

### Zyp
- Zype, Franz van den (1580–1650), flämischer Kirchenrechtler
- Zypen, Julius van der (1842–1907), deutscher Ingenieur und Industrieller
- Zypkin, Leonid Borissowitsch (1926–1982), sowjetischer Mediziner und Schriftsteller
- Zyplakou, Uladsimir (1969–2019), belarussischer Eishockeyspieler
- Zyplakow, Daniil Alexandrowitsch (* 1992), russischer Hochspringer
- Zyplakow, Wiktor Wassiljewitsch (* 1937), russischer Eishockeyspieler und -trainer
- Zypries, Brigitte (* 1953), deutsche Politikerin (SPD), MdBBrigitte Zypries (* 1953)

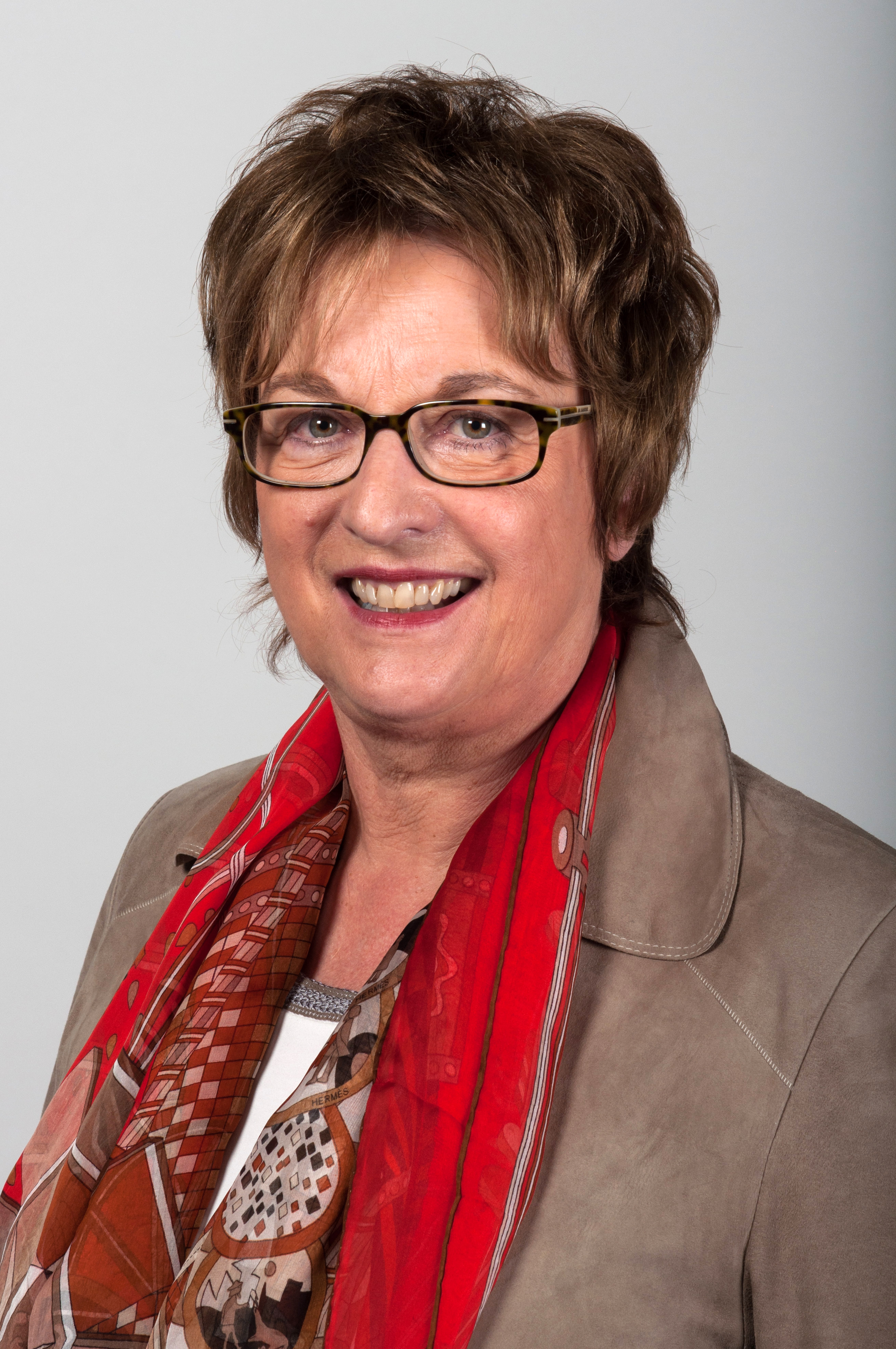
Brigitte Zypries (* 1953)

- Zyptschenko, Dmitri Olegowitsch (* 1999), russischer Fußballspieler
- Zypurski, Lew Mironowitsch (1929–1985), sowjetischer Radrennfahrer

### Zyr
- Zyrenowa, Schargalma Otschirowna (* 1989), russische Ringerin
- Zyro, Friedrich (1802–1874), Schweizer reformierter Theologe und Hochschullehrer
- Żyro, Michał (* 1992), polnischer Fußballspieler
- Zyrul, Dmytro (* 1979), ukrainischer Eishockeyspieler
- Zyrus, Jake (* 1992), philippinischer Sänger

### Zys
- Zysk, Anja (* 1971), deutsche Politikerin (NPD)
- Zysk, Lothar (1934–2017), deutscher Jurist, Richter am Bundesgerichtshof
- Zyskind, Marcel (* 1979), dänisch-polnischer Kameramann
- Zyskowicz, Ben (* 1954), finnischer Politiker
- Zyskunov, Alexander (* 1977), belarussisch-deutscher Basketballspieler
- Zysno, Peter V. (* 1944), deutscher Hochschullehrer für Psychologie

### Zyt
- Żyta, Łukasz (* 1975), polnischer Jazzmusiker (Schlagzeug)
- Żytko, Mateusz (* 1982), polnischer Fußballspieler
- Żytkow, Anna (* 1947), polnische Astrophysikerin
- Żytkowicz, Władysław (1907–1977), polnischer Skisportler
- Zytomirski, Henio (1933–1942), polnischer KZ-Häftling und Holocaustopfer
- Zytowitsch, Nikolai Alexandrowitsch (1900–1984), sowjetischer Geotechniker, Geokryologe und Hochschullehrer
- Zytowitsch, Wladimir Iwanowitsch (1931–2012), russischer Komponist, Pianist, Musikwissenschaftler und Musikpädagoge der Sowjetzeit
- Zytowski, Carl (1921–2018), US-amerikanischer Opernsänger in der Stimmlage Tenor, Dirigent, Komponist und Musikpädagoge
- Zytowytsch, Mykola (1861–1919), ukrainischer Rechtsanwalt, Wirtschaftswissenschaftler, Professor und Rektor der Universität Kiew
- Zytynska, Sylwia (* 1963), polnische Schlagwerkerin und Komponistin

### Zyw
- Żyw, Aleksander (1905–1995), polnischer Maler
- Zywiecki, Alexis (* 1984), französischer Fußballspieler
- Zywietz, Michael (* 1964), deutscher Musikwissenschaftler
- Zywietz, Werner (* 1940), deutscher Kaufmann und Politiker (FDP), MdB, MdEP
- Zywitza, Sven (* 1970), deutscher Eishockeyspieler und -funktionär
- Żywno, Maciej (* 1976), polnischer Politiker
- Żywulska, Krystyna (1914–1992), polnische SchriftstellerinKrystyna Żywulska (1914–1992)

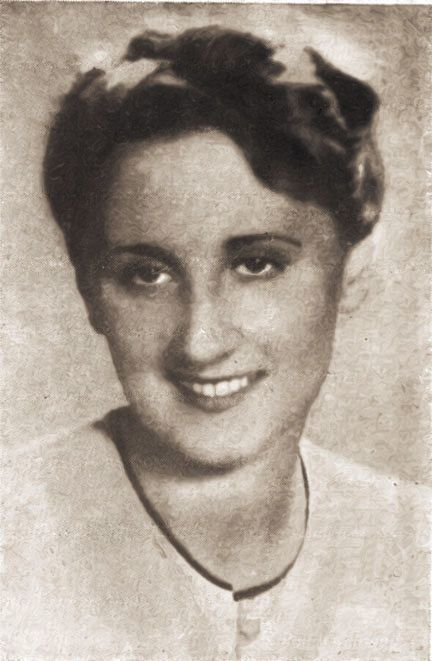
Krystyna Żywulska (1914–1992)

### Zyx
- Zyx, Walter (* 1950), österreichischer Medienkünstler